# Sint-Pieterskerk (Mazenzele)

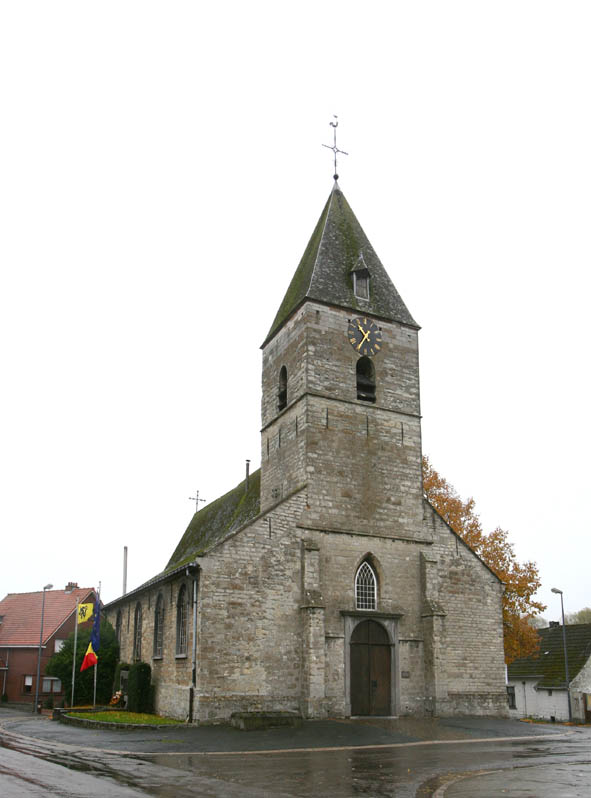
Sint-Pieterskerk

De Sint-Pieterskerk is de parochiekerk van het dorp Mazenzele, een deelgemeente van de Vlaams-Blabantse gemeente Opwijk. De kerk is gelegen aan Dorp 44.

## Geschiedenis
Vermoedelijk was Mazenzele vanouds afhankelijk van de parochie van Asse, waarvan het patronaatsrecht sedert 1089 berustte bij de Abdij van Affligem. Omstreeks 1300 werd Affligem verheven tot zelfstandige parochie.
Vermoedelijk stond hier een eenvoudig eenbeukig kerkje met voorgebouwde westtoren en vlak afgesloten koor. Omstreeks 1700 werd de kerk naar het oosten verlengd en bovendien voorzien van twee zijbeuken waardoor de toren zijdelings werd ingesloten.
In 1835 werd de kerk gewijzigd in neoclassicistische zin. In 1920 werd de toren iets verhoogd en kreeg hij een nieuwe spits.

## Gebouw
Het betreft een driebeukig kerkje met ingebouwde westtoren en een driezijdig afgesloten koor. De kerk is gebouwd in witte kalkzandsteen (natuursteen). Voor het koor werd baksteen en zandsteen gebruikt en blauwe hardsteen werd toegepast in de bouwcampagne van 1835.
De 13e-eeuwse toren heeft drie geledingen en wordt bekroond door een tentdak. Het koor is uit het 1e kwart van de 18e eeuw.
In de Eerste Wereldoorlog werd een gedeelte van de kerk (waaronder de toren) door de Duitsers opgeblazen. In de toren hangt de zogenaamde Thiendeklok 'Maria' al sinds 1639. Ze werd gegoten door J. Brouchart. Het pittoreske kerkje werd onlangs aan de buitenzijde gerestaureerd. Tijdens de restauratiewerken voerde men ook een archeologisch onderzoek. Ook komt het 19e-eeuwse Anneessensorgel van de kerk in Nijverseel opnieuw naar de parochiekerk van Mazenzele. In 1967 werd het ommuurde kerkhof verwijderd en werd er een nieuw kerkhof aangelegd langsheen de Kouterbaan.

## Interieur
Veel kerkmeubilair is van 1835. Er zijn twee biechtstoelen uit het 3e kwart van de 18e eeuw.
Tot de kunstwerken behoren schilderijen Aanbidding der wijzen (17e eeuw), Bevrijding van Sint-Petrus uit de gevangensis (omstreeks 1635). Verder is er een gepolychromeerd houden Sint-Petrusbeeld (1510-1520) en een beeld van Sint-Anna-te-Drieën van omstreeks 1500.
Er bevinden zich in de kerk enkele 18e-eeuwse grafstenen.